# Wainwright (Alberta)
Wainwright ist eine Gemeinde im zentralen Osten von Alberta, Kanada, welche seit 1910 den Status einer Kleinstadt (englisch Town) hat. Sie liegt in Zentral-Alberta, am Rande des Aspen Parkland und etwa 200 Kilometer südwestlich der Provinzhauptstadt Edmonton.
Die Canadian Forces Base Wainwright, eine Basis der kanadischen Streitkräfte befindet sich südwestlich der Stadt und erstreckt sich bis an den Stadtrand. In Wainwright gibt es sechs Schulen, darunter eine frankophone Schule und ein Institut für Erwachsenenbildung.

## Geschichte
Die Stadt Denwood musste der Streckenführung der Grand Trunk Pacific Railway weichen, wurde jedoch fünf Kilometer nordwestlich wieder aufgebaut und erhielt ihren heutigen Namen nach dem zweiten Vizepräsidenten der GTPR, William Wainwright. Noch heute spielt der Eisenbahnverkehr eine große Rolle in Wainwright, die Stadt liegt an einer Hauptlinie der Canadian National Railway.

Von 1909 bis 1939 befand sich bei Wainwright der Buffalo-Nationalpark, ein Schutzgebiet für den Präriebison. Der Park wurde 1939 aufgelöst und 1940 in ein Übungsgelände der Armee umgewandelt.

## Demographie
Der Zensus im Jahr 2016 ergab für die Gemeinde eine Bevölkerungszahl von 6270 Einwohnern, nachdem der Zensus im Jahr 2011 für die Gemeinde noch eine Bevölkerungszahl von 5925 Einwohnern ergab. Die Bevölkerung hat dabei im Vergleich zum letzten Zensus im Jahr 2011 schwächer als die Entwicklung in der Provinz nur um 5,8 % zugenommen, während der Provinzdurchschnitt bei einer Bevölkerungszunahme von 11,6 % lag. Im Zensuszeitraum 2006 bis 2011 hatte die Einwohnerzahl in der Gemeinde leicht unterdurchschnittlich um 9,2 % zugenommen, während sie im Provinzdurchschnitt um 10,8 % zunahm.

## Verkehr
Wainwright ist für den Straßenverkehr gut erschlossen und liegt am Alberta Highway 14, welcher in Ost-West-Richtung die Gemeinde durchquert, sowie am Alberta Highway 41, welcher in Nord-Süd-Richtung verläuft. Weiterhin liegt Wainwright an einer Eisenbahnstrecke der Canadian National Railway, auf welcher routinemäßig der Canadian, ein transkontinentaler Reisezug der VIA Rail, verkehrt. Der örtliche Flughafen (IATA-Code: -, ICAO-Code: CYWV, Transport Canada Identifier: -) liegt südlich der Stadtgrenze und hat nur eine asphaltierte Start- und Landebahn von 914 m Länge.